# Syracuse (Missouri)
Pour les articles homonymes, voir Syracuse (homonymie).
Syracuse est une ville de l'État américain du Missouri, située dans le comté de Morgan. Selon le recensement de 2010, sa population est de 172 habitants.